# دهنو فتح‌المبین
دهنو فتح‌المبین، روستایی از توابع بخش اسماعیلی شهرستان جیرفت در استان کرمان ایران است.

## جمعیت
این روستا در ۳۶کیومتری  شهرستان جیرفت -جاده  بلوک  قرار دارد و براساس سرشماری مرکز آمار ایران در سال ۱۳۹۶ ، جمعیت آن ۱۷۵۶ نفر (۶۰۰خانوار) بوده‌است.